# São Pedro (Rio Grande do Norte)
São Pedro, município no estado do Rio Grande do Norte (Brasil), localizado na região do Agreste potiguar. De acordo com estimativa realizado pelo IBGE (Instituto Brasileiro de Geografia e Estatística) no ano 2024, sua população é de 5.905 habitantes. Área territorial de 195 km².